# Save (Schiff)
Die Save war ein 1951 gebautes portugiesisches Frachtschiff, das zwischen Guinea, Angola und Mosambik verkehrte und auch als Truppentransporter diente. Beim Untergang vor Mosambik 1961 starben 259 Menschen – einer der schlimmsten Unfälle der portugiesischen Handelsschifffahrt.

## Bau und technische Daten
Als Ersatz für die am 3. November 1949 vor Inhambane in Mosambik gestrandete Inharrime (Baujahr 1939, 1645 Tonnen) beauftragte die Reederei Companhia Nacional de Navegação noch im gleichen Jahr die britische Werft Grangemouth Dockyard Company in Grangemouth mit einem Neubau. Dieser wurde unter der Baunummer 494 auf Kiel gelegt und erhielt beim Stapellauf am 26. März 1951 den Namen Save nach dem durch Simbabwe und Mosambik verlaufenden Fluss Save. Gefördert wurde der Bau aus den Mitteln des Despacho 100, des Dekrets Nummer 100, mit dem die portugiesische Regierung nach dem Zweiten Weltkrieg die Handelsflotte modernisierte und erweiterte. Die Übergabe erfolgte im Oktober 1951, Heimathafen des Schiffes wurde mit der Registrierung und Indienststellung im November Lissabon.
Das Schiff war 78,90 Meter lang, 12,60 Meter breit und hatte einen Tiefgang von 4,20 Metern. Es war mit 2037 BRT bzw. 1351 NRT vermessen und hatte eine Tragfähigkeit von 1330 Tonnen. Zwei Fünfzylinder-Dieselmotoren des Herstellers British Polar Engines aus Glasgow erzeugten 1800 PS und ermöglichten über zwei Schrauben eine Geschwindigkeit von 12,0 Knoten. Ihre sechs Kabinen boten Platz für 12 Passagiere der Ersten Klasse, darüber hinaus war das Schiff zur Beförderung von bis zu 652 Deckspassagieren ausgelegt. Die Besatzung bestand aus 54 Mann.

## Geschichte
Die Reederei setzte die Save schwerpunktmäßig in ihrem afrikanischen Küstendienst ein. Dabei verkehrte das Schiff zwischen den portugiesischen Besitzungen Mosambik, Angola und Portugiesisch-Guinea. Neben Fracht beförderte das Schiff auch Passagiere, insbesondere einheimische Deckspassagiere. Dies waren in der Regel Arbeitskräfte, die etwa zu den Bergwerken nach Südafrika reisten oder auf der Heimfahrt waren. Für sie bot das Schiff Unterkünfte auf dem Zwischendeck sowie Toiletten und Waschmöglichkeiten an Bug und Heck des Schiffes. Zu Beginn des portugiesischen Kolonialkrieges in Afrika charterte die Regierung Anfang 1961 die Save, um mit ihr Truppentransporte vom Heimatland in die Kolonien sowie zwischen den afrikanischen Besitzungen durchzuführen.
Von Maputo kommend, verließ die Save am 7. Juli 1961 den mosambikanischen Hafen von Beira für die Weiterfahrt nach Quelimane, das etwa 300 Kilometer nördlich liegt. Neben den 54 Besatzungsmitgliedern befanden sich 495 Passagiere auf dem Schiff, vor allem Arbeiter auf dem Heimweg von den Minen Südafrikas und 222 portugiesische Soldaten, sowie eine gemischte Ladung Fracht, darunter auch Munition und Benzin. Zum Schutz vor einem Sturm ankerte die Save in der Mündung des Flusses Chinde, doch das Schiff wurde auf eine Sandbank getrieben. Am nächsten Tag konnte sich die Save befreien, aber durch einen Kurzschluss brach ein Feuer aus. Das Schiff trieb erneut auf eine Untiefe und wurde von einer Reihe schwerer Explosionen erschüttert – vermutlich durch die Munition und das Benzin. Die Save wurde vollständig zerstört, bei dem Unglück starben 16 Besatzungsmitglieder und 243 Passagiere.